# جائزة أستراليا الكبرى 1937
جائزة أستراليا الكبرى 1937 هو سباق فورمولا 1 أقيم بتاريخ 26 ديسمبر 1936 في جنوب أستراليا.